# Warfield (Kentucky)
Warfield é uma cidade localizada no estado americano de Kentucky, no Condado de Martin.

## Demografia
Segundo o censo americano de 2000, a sua população era de 284 habitantes.
Em 2006, foi estimada uma população de 271, um decréscimo de 13 (-4.6%).

## Geografia
De acordo com o United States Census Bureau tem uma área de
2,5 km², dos quais 2,5 km² cobertos por terra e 0,0 km² cobertos por água.

## Localidades na vizinhança
O diagrama seguinte representa as localidades num raio de 28 km ao redor de Warfield.